# 桜上水駅
桜上水駅（さくらじょうすいえき）は、東京都世田谷区桜上水五丁目にある、京王電鉄京王線の駅。京王東管区所属で、管区長所在駅。駅番号はKO08。

## 歴史
- 1926年（大正15年）4月28日：京王電気軌道（現・京王電鉄）の北沢車庫前駅（きたざわしゃこまええき）として開設。
- 1933年（昭和8年）8月11日：京王車庫前駅（けいおうしゃこまええき）へ改称。
- 1937年（昭和12年）5月1日：桜上水駅（さくらじょうすいえき）へ改称。
- 1944年（昭和19年）5月31日：東京急行電鉄（大東急、現・東急電鉄）が京王電気軌道を吸収合併、同社京王線の駅となる。
- 1948年（昭和23年）6月1日：東急から京王帝都電鉄が分離、同社の駅となる。
- 1965年（昭和40年）3月：南口を開設[1]。
- 2008年（平成20年）6月22日：橋上駅舎使用開始。
- 2014年（平成26年）2月28日：連続立体交差事業着手[2]。
- 2020年（令和2年）2月10日：定期券売り場営業終了[3]。

## 駅構造
島式ホーム2面4線を有する待避可能な地上駅。橋上駅舎を備える。駅北側には以前桜上水工場・桜上水検車区があったが、いずれも1983年（昭和58年）に若葉台工場・若葉台検車区へ移転した。工場・検車区跡地の一部は住宅展示場となったが、若葉台検車区桜上水出張所として電車留置線が残存しており、数少ない新宿寄りにある車両拠点となっている。
なお、終電到着 - 初電発車までの間、本線上に留置される電車もある。また、都営10-300形10両編成1本の夜間滞泊がある。
コンコースは地下式であったが、2008年（平成20年）6月22日より橋上駅舎が仮供用され、同年9月に竣工した。後に地下コンコースは閉鎖された。同時に自由通路も整備され、エレベーターやエスカレータなどのバリアフリー設備も設置された。現在、当社が着手している代田橋駅 - 仙川駅間連続立体交差事業に伴い、当駅も島式ホーム2面4線を有する高架駅となる予定で、既に駅周辺の用地確保も進み、現在舎もそれを見通した造りとなっている。
トイレは改札内にあり、ユニバーサルデザインの一環として「だれでもトイレ」を併設している。

### のりば
| 番線 | 路線   | 方向 | 行先                                 |
| ---- | ------ | ---- | ------------------------------------ |
| 1・2 | 京王線 | 下り | 調布・橋本・京王八王子・高尾山口方面 |
| 3・4 | 京王線 | 上り | 明大前・笹塚・新宿・都営新宿線方面   |

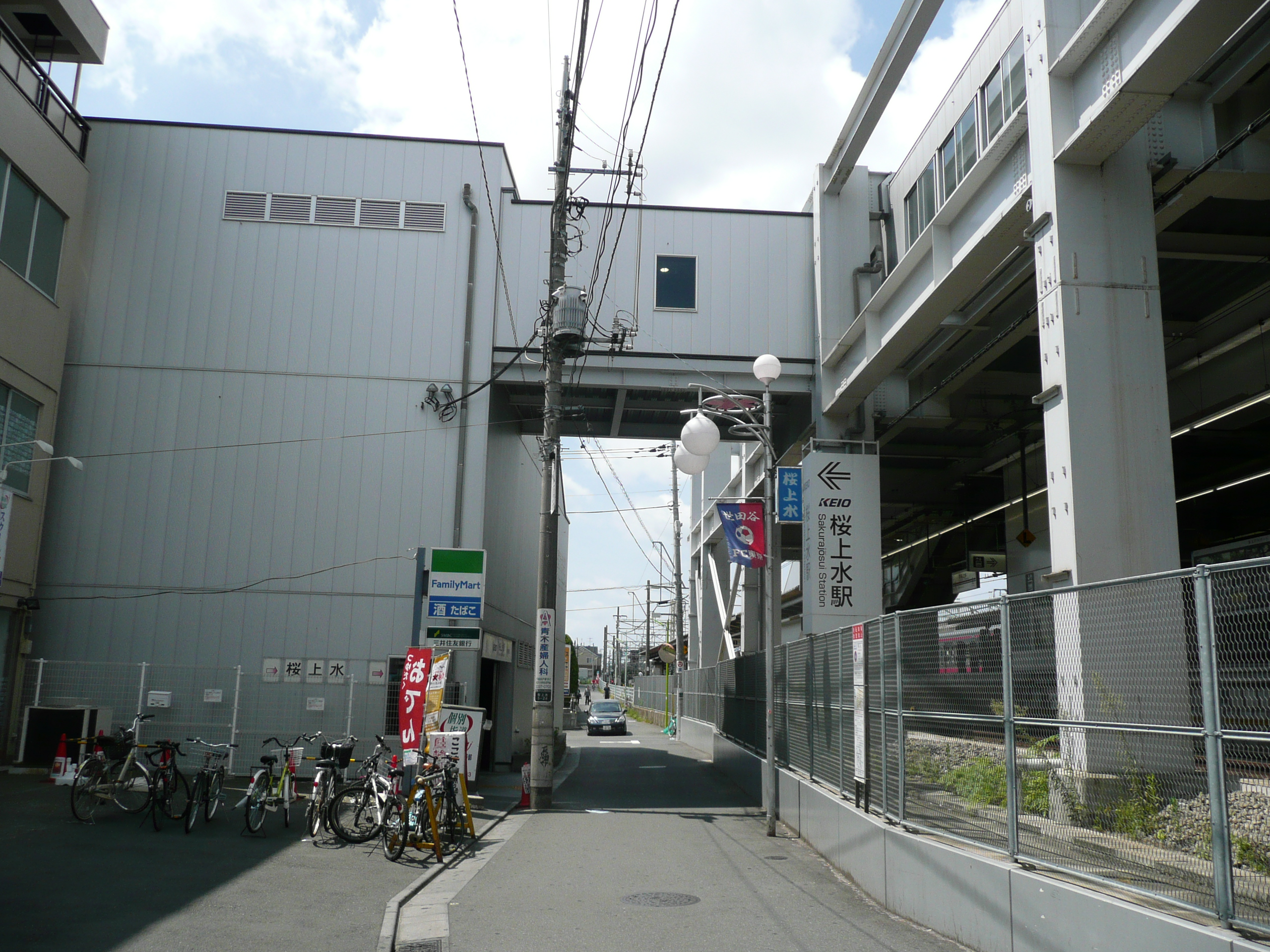
主本線は2・3番線であり、1・4番線は待避線である。2015年（平成27年）9月25日ダイヤ改正 - 2022年（令和4年）3月12日ダイヤ改正までは日中に限り、原則として八幡山駅で待避することを前提に待避線は使用されなかった。2022年（令和4年）3月12日ダイヤ改正以降、日中は毎時3本の各停が相模原線発着の特急通過待ちとして再度待避線を使用するようになった。また、休日夕方の下り快速の多くが待避線を使用して特急の通過待ちを行っている他、平日夕方の上り各駅停車が待避線を使用して急行の待ち合わせや特急の通過待ちを行っている。
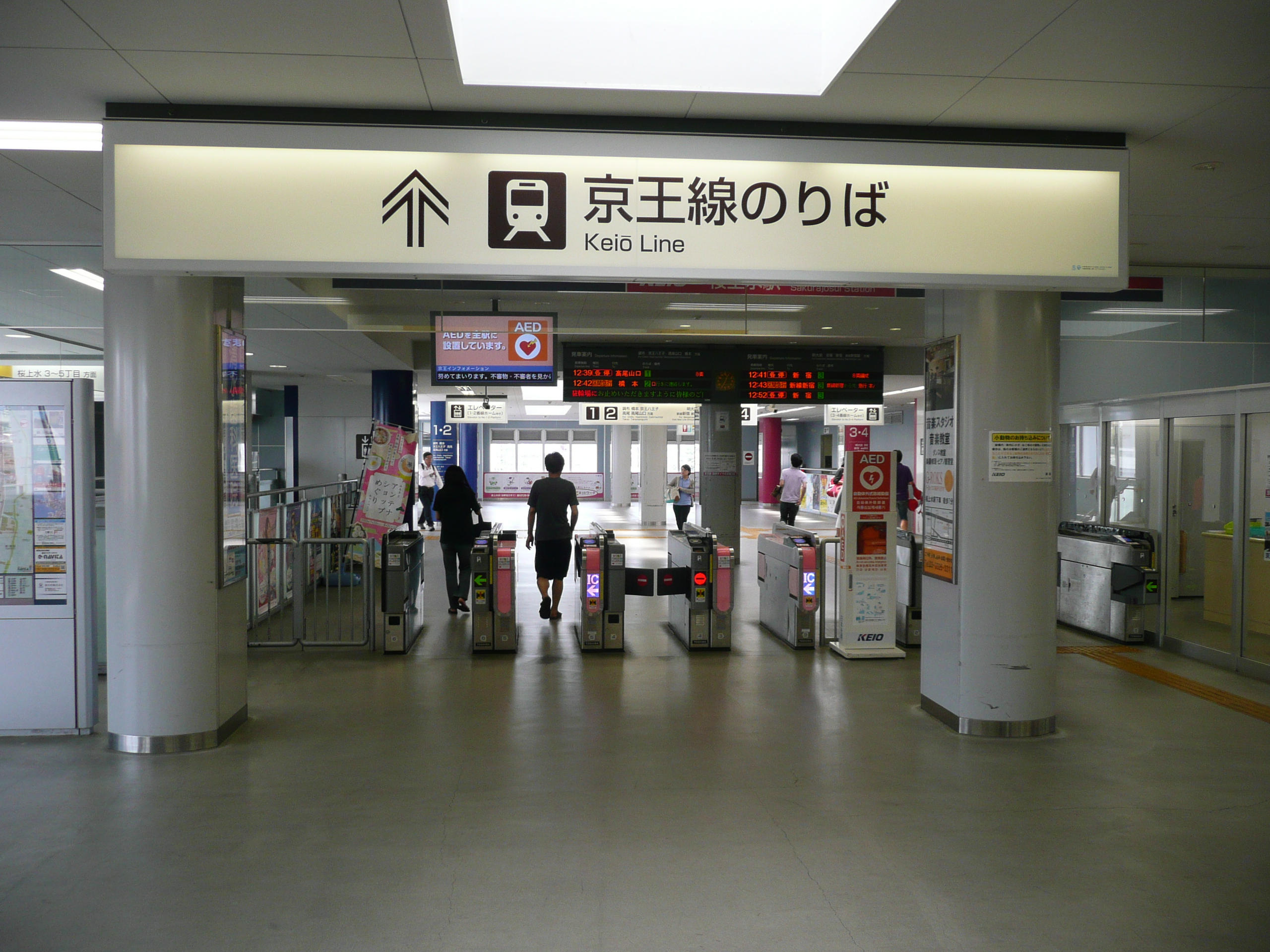
平日朝ラッシュ時に限り、当駅を通過する京王ライナー・特急以外の上り列車を3・4番線に交互発着させることで、後続列車を機外停車させることなく進入できるようにしている。

| 運転番線 | 営業番線 | ホーム | 新宿方面着発 | 京王八王子・高尾山口・橋本方面着発 | 入出区着発 | 備考       |
| -------- | -------- | ------ | ------------ | ---------------------------------- | ---------- | ---------- |
| 1        | 1        | 10両分 | 到着可       | 出発可                             | 不可       | 下り副本線 |
| 2        | 2        | 10両分 | 到着・出発可 | 出発可                             | 入出区可   | 下り主本線 |
| 3        | 3        | 10両分 | 出発可       | 到着・出発可                       | 入出区可   | 上り主本線 |
| 4        | 4        | 10両分 | 出発可       | 到着・出発可                       | 入出区可   | 上り副本線 |

- 南口（2013年8月）
- 改札口（2013年8月）

## 利用状況
2024年度（令和6年度）の1日平均乗降人員は36,224人である。急行・区間急行・快速通過駅の国領駅、急行・区間急行通過駅の下高井戸駅・八幡山駅、急行通過駅の仙川駅より利用者が少ない。
近年の1日平均乗降・乗車人員の推移は以下の通り。
| 年度               | 1日平均 乗降人員 | 1日平均 乗車人員 | 出典              |
| ------------------ | ---------------- | ---------------- | ----------------- |
| 1955年（昭和30年） | 10,764           |                  |                   |
| 1956年（昭和31年） |                  | 6,863            | [ 東京都統計 1 ]  |
| 1957年（昭和32年） |                  | 7,954            | [ 東京都統計 2 ]  |
| 1958年（昭和33年） |                  | 8,617            | [ 東京都統計 3 ]  |
| 1959年（昭和34年） |                  | 9,694            | [ 東京都統計 4 ]  |
| 1960年（昭和35年） | 24,432           | 12,482           | [ 東京都統計 5 ]  |
| 1961年（昭和36年） | 26,718           | 13,650           | [ 東京都統計 6 ]  |
| 1962年（昭和37年） | 30,553           | 15,458           | [ 東京都統計 7 ]  |
| 1963年（昭和38年） | 32,853           | 16,258           | [ 東京都統計 8 ]  |
| 1964年（昭和39年） | 34,754           | 17,168           | [ 東京都統計 9 ]  |
| 1965年（昭和40年） | 38,053           | 18,951           | [ 東京都統計 10 ] |
| 1966年（昭和41年） | 39,448           | 19,568           | [ 東京都統計 11 ] |
| 1967年（昭和42年） |                  | 20,230           | [ 東京都統計 12 ] |
| 1968年（昭和43年） | 35,409           | 17,455           | [ 東京都統計 13 ] |
| 1969年（昭和44年） | 38,674           | 19,086           | [ 東京都統計 14 ] |
| 1970年（昭和45年） | 36,025           | 17,789           | [ 東京都統計 15 ] |
| 1971年（昭和46年） |                  | 17,809           | [ 東京都統計 16 ] |
| 1972年（昭和47年） | 37,535           | 18,518           | [ 東京都統計 17 ] |
| 1973年（昭和48年） | 38,337           | 18,907           | [ 東京都統計 18 ] |
| 1974年（昭和50年） | 39,978           | 19,362           | [ 東京都統計 19 ] |
| 1975年（昭和50年） | 43,656           | 21,186           | [ 東京都統計 20 ] |
| 1976年（昭和51年） | 41,595           | 20,792           | [ 東京都統計 21 ] |
| 1977年（昭和52年） | 41,784           | 20,997           | [ 東京都統計 22 ] |
| 1978年（昭和53年） | 41,808           | 20,926           | [ 東京都統計 23 ] |
| 1979年（昭和54年） | 40,877           | 20,623           | [ 東京都統計 24 ] |
| 1980年（昭和55年） | 39,931           | 19,879           | [ 東京都統計 25 ] |
| 1981年（昭和56年） | 38,764           | 19,419           | [ 東京都統計 26 ] |
| 1982年（昭和57年） | 37,799           | 18,923           | [ 東京都統計 27 ] |
| 1983年（昭和58年） | 37,695           | 18,852           | [ 東京都統計 28 ] |
| 1984年（昭和55年） | 36,237           | 18,219           | [ 東京都統計 29 ] |
| 1985年（昭和60年） | 35,927           | 18,063           | [ 東京都統計 30 ] |
| 1986年（昭和61年） | 36,457           | 18,384           | [ 東京都統計 31 ] |
| 1987年（昭和62年） | 35,997           | 18,085           | [ 東京都統計 32 ] |
| 1988年（昭和63年） | 36,325           | 18,238           | [ 東京都統計 33 ] |
| 1989年（平成元年） | 35,927           | 18,096           | [ 東京都統計 34 ] |
| 1990年（平成02年） | 36,597           | 18,419           | [ 東京都統計 35 ] |
| 1991年（平成03年） | 37,011           | 18,484           | [ 東京都統計 36 ] |
| 1992年（平成04年） | 36,627           | 18,285           | [ 東京都統計 37 ] |
| 1993年（平成05年） | 36,604           | 18,375           | [ 東京都統計 38 ] |
| 1994年（平成06年） | 36,017           | 18,085           | [ 東京都統計 39 ] |
| 1995年（平成07年） | 35,859           | 18,046           | [ 東京都統計 40 ] |
| 1996年（平成08年） | 36,230           | 18,334           | [ 東京都統計 41 ] |
| 1997年（平成09年） | 35,373           | 17,899           | [ 東京都統計 42 ] |
| 1998年（平成10年） | 35,125           | 17,805           | [ 東京都統計 43 ] |
| 1999年（平成11年） | 34,822           | 17,639           | [ 東京都統計 44 ] |
| 2000年（平成12年） | 34,897           | 17,679           | [ 東京都統計 45 ] |
| 2001年（平成13年） | 35,302           | 18,004           | [ 東京都統計 46 ] |
| 2002年（平成14年） | 35,236           | 17,921           | [ 東京都統計 47 ] |
| 2003年（平成15年） | 35,499           | 18,105           | [ 東京都統計 48 ] |
| 2004年（平成16年） | 35,575           | 18,118           | [ 東京都統計 49 ] |
| 2005年（平成17年） | 35,744           | 18,177           | [ 東京都統計 50 ] |
| 2006年（平成18年） | 35,930           | 18,229           | [ 東京都統計 51 ] |
| 2007年（平成19年） | 36,946           | 18,648           | [ 東京都統計 52 ] |
| 2008年（平成20年） | 37,265           | 18,748           | [ 東京都統計 53 ] |
| 2009年（平成21年） | 37,509           | 18,864           | [ 東京都統計 54 ] |
| 2010年（平成22年） | 37,076           | 18,654           | [ 東京都統計 55 ] |
| 2011年（平成23年） | 36,181           | 18,186           | [ 東京都統計 56 ] |
| 2012年（平成24年） | 36,349           | 18,107           | [ 東京都統計 57 ] |
| 2013年（平成25年） | 37,003           | 18,466           | [ 東京都統計 58 ] |
| 2014年（平成26年） | 36,875           | 18,384           | [ 東京都統計 59 ] |
| 2015年（平成27年） | 38,196           | 19,008           | [ 東京都統計 60 ] |
| 2016年（平成28年） | 38,953           | 19,422           | [ 東京都統計 61 ] |
| 2017年（平成29年） | 39,110           | 19,493           | [ 東京都統計 62 ] |
| 2018年（平成30年） | 38,792           | 19,304           | [ 東京都統計 63 ] |
| 2019年（令和元年） | 38,001           | 18,863           | [ 東京都統計 64 ] |
| 2020年（令和02年） | 23,637           | 11,816           | [ 東京都統計 65 ] |
| 2021年（令和03年） | 26,402           |                  |                   |
| 2022年（令和04年） | 31,663           |                  |                   |
| 2023年（令和05年） | 34,766           |                  |                   |
| 2024年（令和06年） | 36,224           |                  |                   |

## ギャラリー

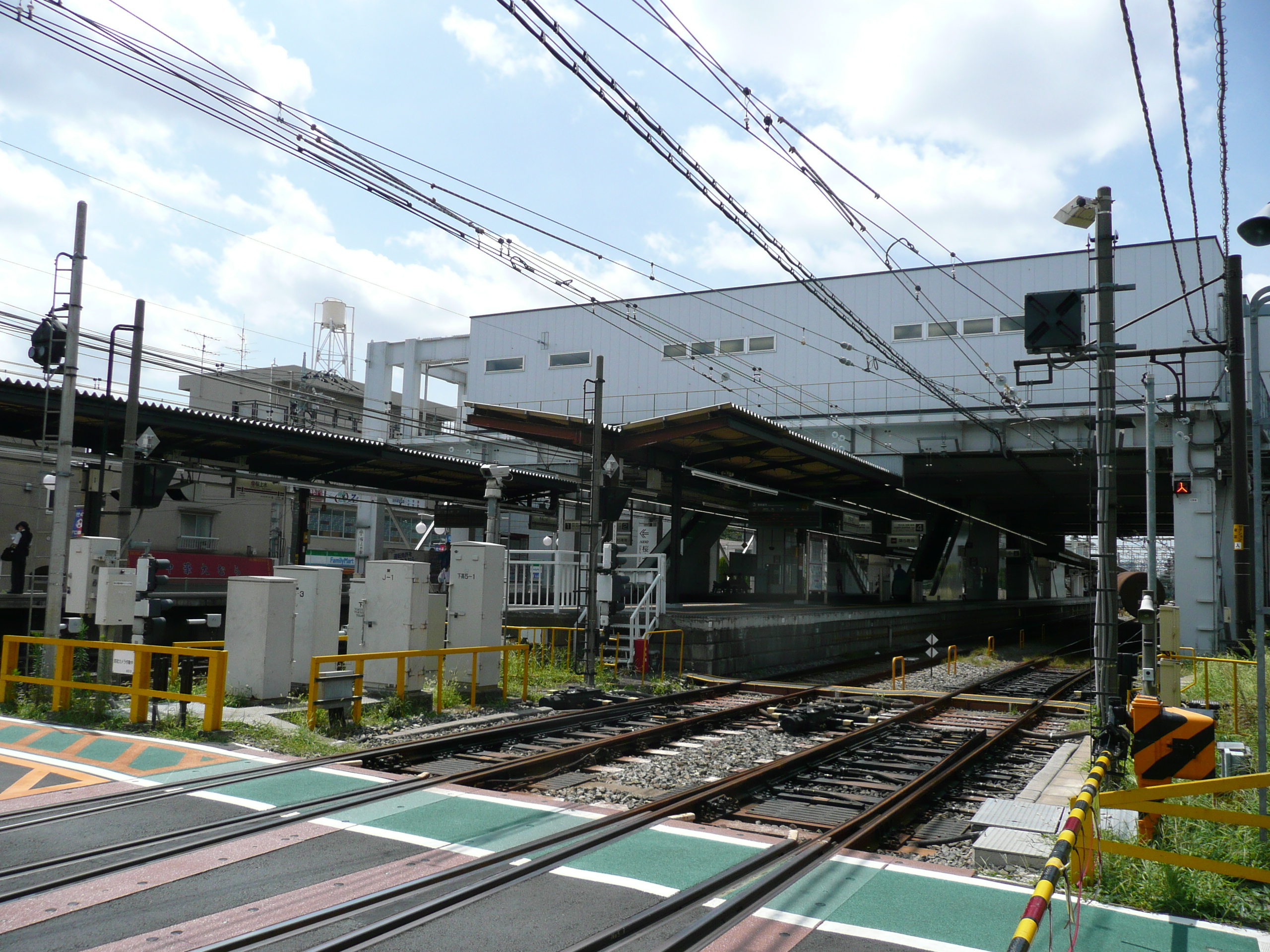
隣接する踏切より（2013年8月）
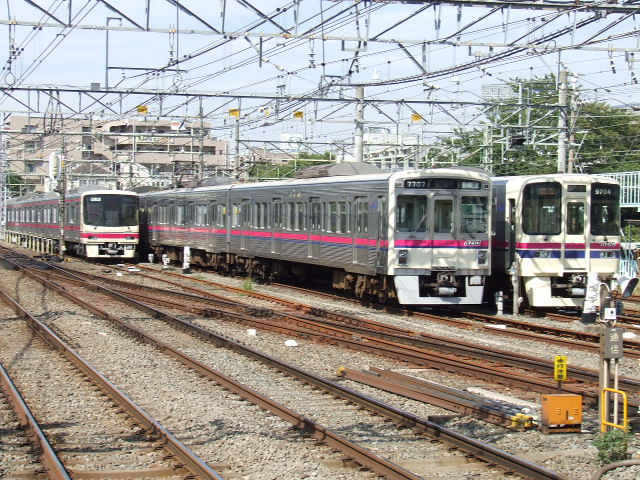
桜上水派出所
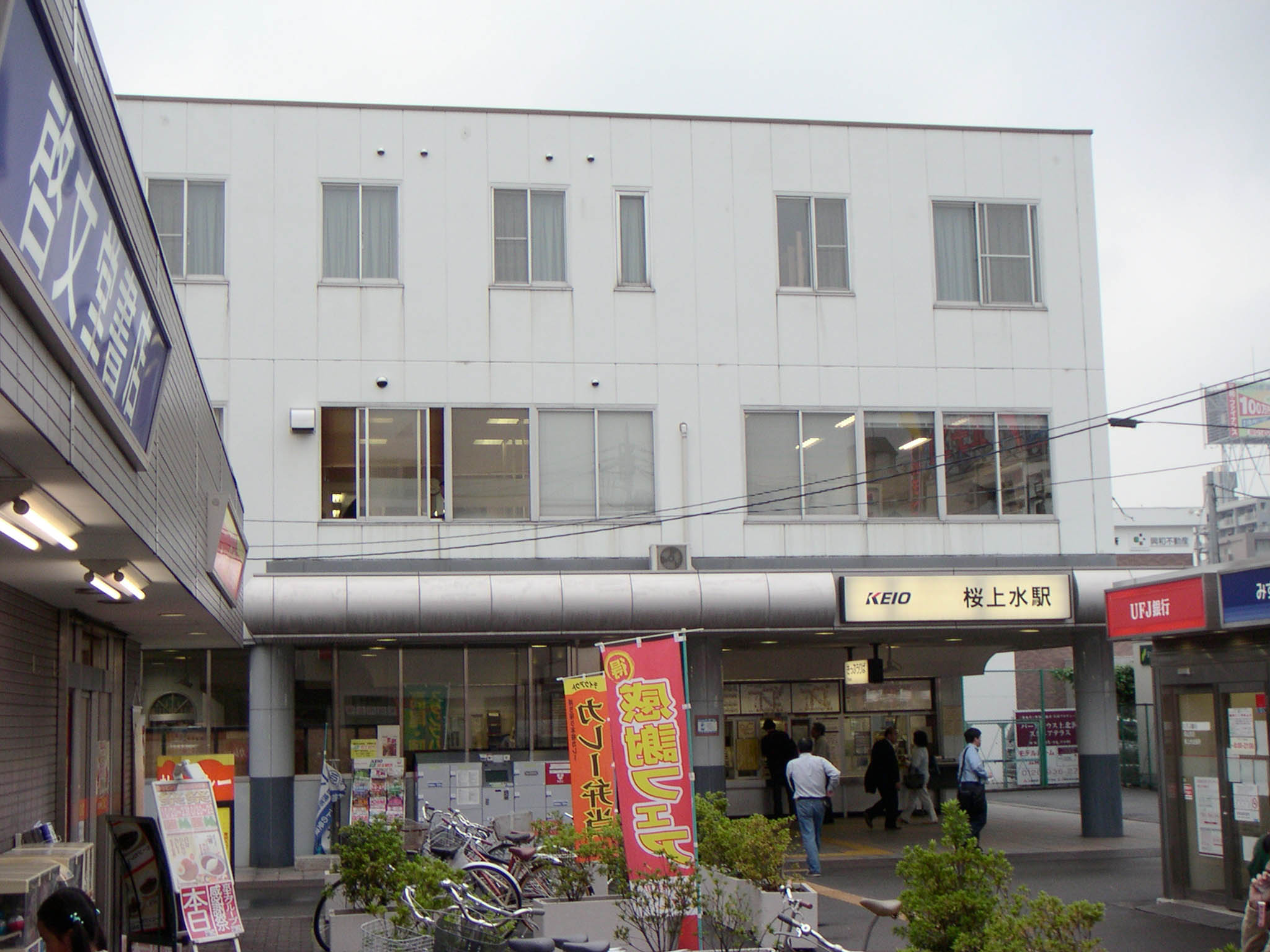
橋上駅舎化前の駅舎

## 駅周辺
北口付近の商店街は杉並区下高井戸に跨っている。
- 杉並区役所永福和泉区民事務所 桜上水北分室
- 杉並桜上水郵便局
- 世田谷桜上水五郵便局
- 昭和信用金庫 桜上水支店
- 世田谷区立松沢中学校
- 東京都立松原高等学校
- 日本大学櫻丘高等学校
- 日本大学文理学部・大学院文学研究科及び総合基礎科学研究科
- 国道20号（甲州街道）
- 首都高速4号新宿線
- キッチンコート 桜上水店
- ピカソ 桜上水店

駅新宿寄りの踏切は荒玉水道道路と呼ばれ、水道本管が通っている道路である。

## バス路線
桜上水駅入口
- 京王バス「すぎ丸」
  - さくら路線：下高井戸駅入口行 / 上北沢駅入口・柏の宮公園入口経由浜田山駅南行

## 駅名の由来
当駅は、京王電気軌道電車庫を笹塚駅から当地へ移転する際に開設されたため、駅開設当時は「北沢車庫前」→「京王車庫前」と称した。現在の「桜上水」は、駅の北側に流れる玉川上水の堤に桜並木があったことに由来する。この「桜上水」という名は、当時の京王電気軌道が駅名として考案したもので、後に駅周辺の上北沢1 - 3丁目から分ける形で桜上水1 - 5丁目で地名となった。

## 隣の駅
京王電鉄
 京王線
■特急 
通過
■急行・■区間急行
明大前駅 (KO06) - 桜上水駅 (KO08) - 千歳烏山駅 (KO12)
■快速
下高井戸駅 (KO07) - 桜上水駅 (KO08) - 八幡山駅 (KO10)
■各駅停車
下高井戸駅 (KO07) - 桜上水駅 (KO08) - 上北沢駅 (KO09)